# Professenhuis

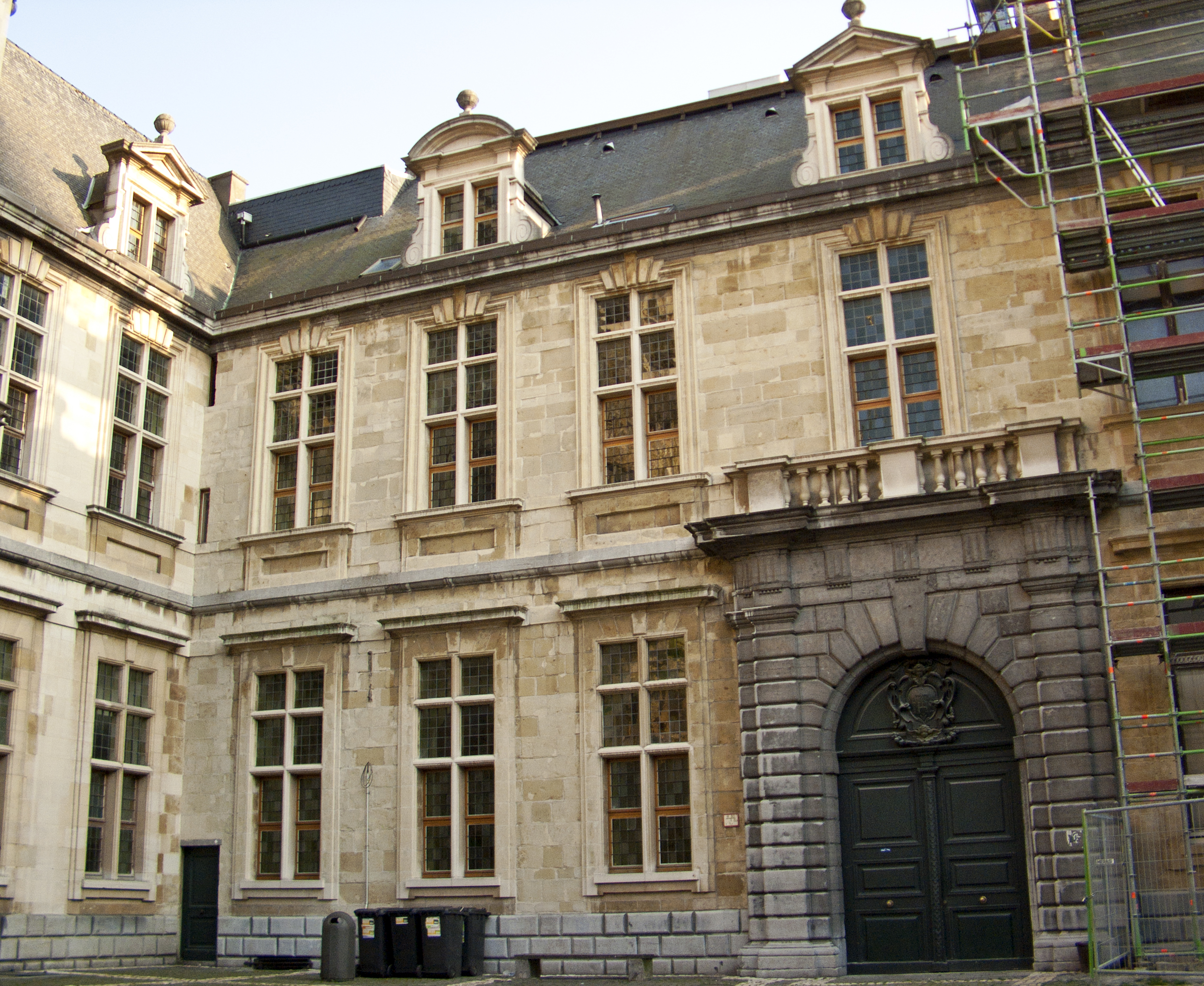
Het professenhuis van de Jezuïeten aan het Hendrik Conscienceplein in Antwerpen, thans hoofdingang van de Campus Antwerpen Carolus van de KU Leuven

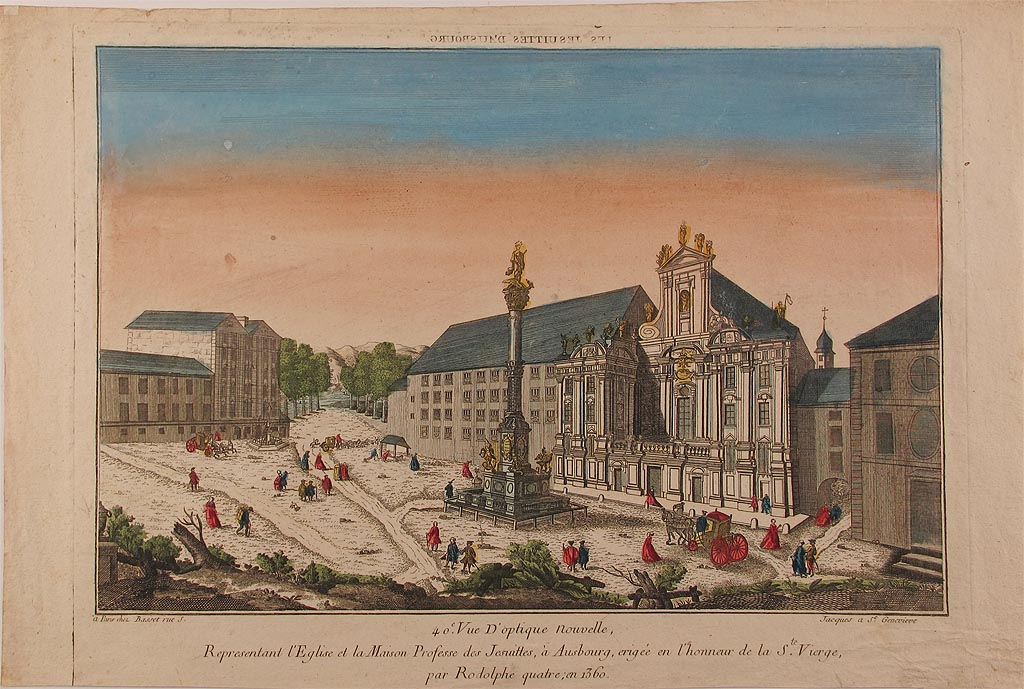
Het professenhuis van de Jezuïeten links van de Kerk am Hof in Wenen

Een professenhuis in de Sociëteit van Jezus was een verblijfplaats in het jezuïetenhuis voor diegenen die in een geest van radicale armoede geen stabiel inkomen had. De priesters van de jezuïeten die daar woonden, hadden reeds de vier geloften afgelegd (kuisheid, armoede, gehoorzaamheid en de gelofte van gehoorzaamheid aan de paus voor de zending) en verplichtten zich om hun geestelijke en pastorale bediening op een volkomen gratuite manier uit te oefenen. Zonder inkomen waren de bewoners van deze huizen afhankelijk van de vrijgevigheid van weldoeners, zelfs in hun dagelijks leven. Wettelijk is dit type woning verdwenen tijdens de 20e eeuw, hoewel sommige de naam hebben gehouden.

## Regelgeving van Ignatius van Loyola
Met het streven naar het evangelische radicalisme van de sequela Christi, wenste Ignatius van Loyola dat de Sociëteit van Jezus een zware levenskeuze is, zoals die van Franciscus van Assisi. Er ontstond evenwel een probleem om het apostolisch leven (met de studies nodig om hen op te leiden tot kritische intellectuelen) en de gelofte van armoede (met de nood afhankelijk van de vrijgevigheid van anderen in levensonderhoud te voorzien). Zelf moest Ignatius zijn studies in Parijs onderbreken om tijdens de vasten in 1529 financiële steun te vragen aan Spaanse handelaren die in Nederland woonden.
Hij realiseerde zich dat het onmogelijk zou zijn voor jonge jezuïeten om zich volledig te geven aan hun studie, en dagelijks aalmoezen te zoeken. Daarom maakte Ignatius in de regels van de sociëteit onderscheid tussen "colleges" voor studerenden en "residenties" of "huizen" voor de professen.
Diego Laínez verfijnde deze regeling en regelde dat de colleges financieel gesticht en onderhouden worden met eigendom van de sociëteit en genieten van vaste inkomens. Deze inkomens zijn dan wel weer niet beschikbaar voor de Jezuïeten. De residenties, of professenhuizen, zouden de Jezuïeten ontvangen die hun intellectuele en spirituele vorming hadden voltooid en hun definitieve religieuze professie hadden gedaan. Ze wonen er in een strenger regime van armoede en volledige afhankelijkheid van publieke vrijgevigheid, zonder kosten voor spirituele diensten te verlangen.